# Mazapa, Veracruz
Mazapa är en ort i Mexiko.   Den ligger i kommunen Altotonga och delstaten Veracruz, i den sydöstra delen av landet, 200 km öster om huvudstaden Mexico City. Mazapa ligger 2 260 meter över havet och antalet invånare är 333.
Terrängen runt Mazapa är varierad. Runt Mazapa är det ganska tätbefolkat, med 90 invånare per kvadratkilometer. Närmaste större samhälle är Teziutlan, 16,7 km nordväst om Mazapa. Trakten runt Mazapa består till största delen av jordbruksmark.